# Charles Radbourn
Charles Gardner Radbourn (11 de dezembro de 1854 – 5 de fevereiro de 1897), apelidado de "Old Hoss", foi um jogador profissional de beisebol que atuou como arremessador em 12 temporadas da Major League Baseball (MLB). Jogou pelo Buffalo Bisons (1880), Providence Grays (1881–1885), Boston Beaneaters (1886–1889), Boston Reds (1890) e Cincinnati Reds (1891). Em 1884, Radbourn se tornou o segundo arremessador da National League (NL) a vencer a Tríplice Coroa; ele quebrou o recorde de vitórias em temporada única (59) e que permanece até hoje. Radbourn foi induzido ao Hall of Fame em  1939.

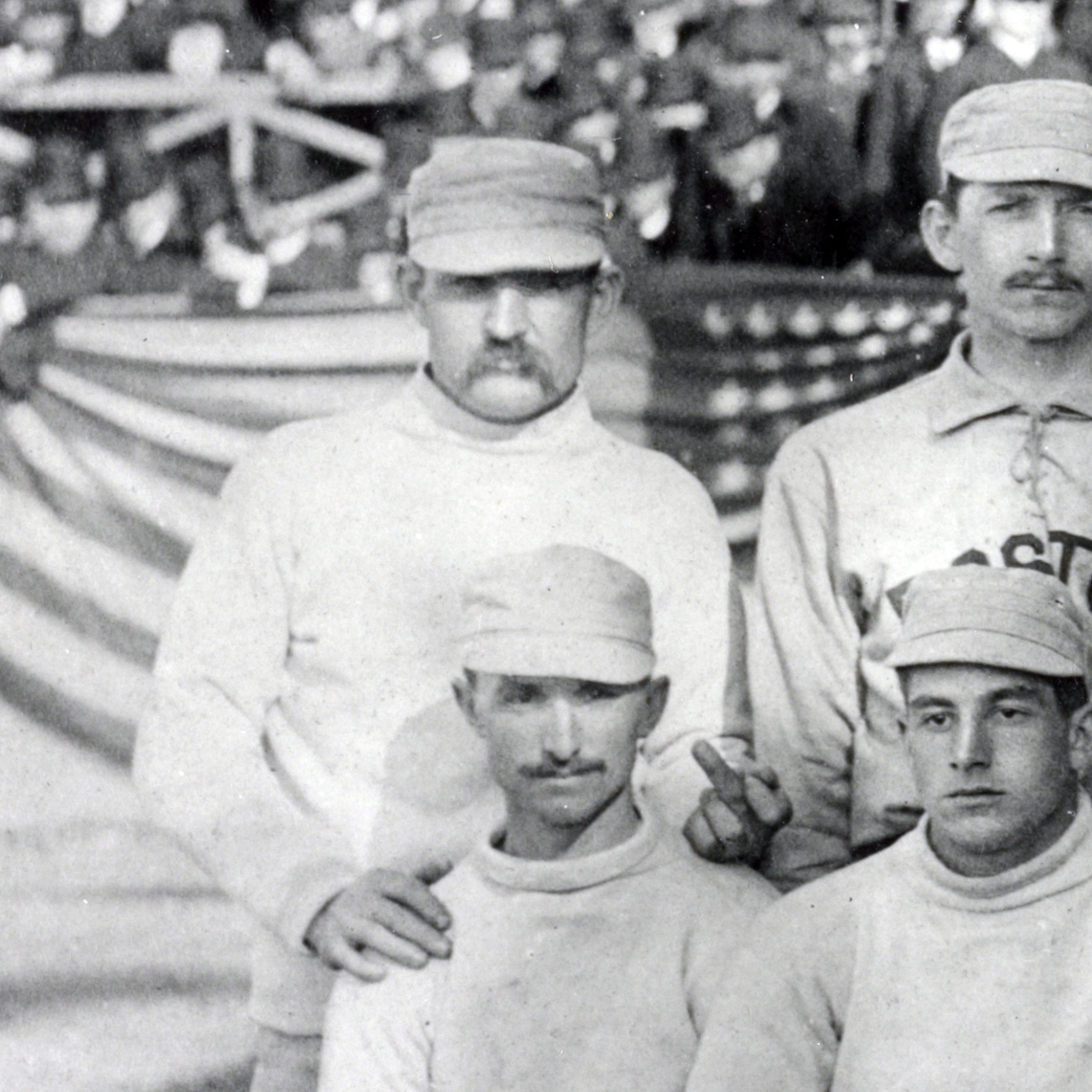
Foto das equipes do Boston Beaneaters e New York Giants no Dia de Abertura de 1886. Radbourn (de pé, à esquerda) é fotografado mostrando o dedo do meio para o fotógrafo, a primeira imagem capturada em foto do gesto obsceno.

## Livros
- Achorn, Edward (2010). Fifty-nine in '84: Old Hoss Radbourn, Barehanded Baseball, and the Greatest Season a Pitcher Ever Had. [S.l.]: Smithsonian Books. ISBN 978-0-06-182586-6
- Kahn, Roger (2000). The Head Game. New York: Harcourt. ISBN 0-15-100441-2